# 천쿤 (야구 선수)
천쿤(중국어 간체자: 陈坤, 정체자: 陳坤, 병음: Chén Kūn, 한자음: 진곤, 1980년 3월 5일~)은 중화인민공화국의 야구 선수이다. 

## 경력
쓰촨성 판즈화시 출신으로 9세 때였던 1989년에 야구에 입문하였다. 2002년 중국야구리그의 쓰촨 드래곤스에 입단하여 선수 경력을 시작했으며, 2005년에 중국 대표팀 선수로 활동하기 시작했다.
2008년 자국 베이징에서 열린 2008년 하계 올림픽에 참가했으며, 2017년 월드 베이스볼 클래식 이후로 국가대표 생활을 마쳤다. 이듬해인 2018년에 현역에서 은퇴했다.